# De fijnproever
De fijnproever (oorspronkelijke Engelstalige titel: Taste) is een kort verhaal van Roald Dahl over oenologie in combinatie met bedrog.
Het verhaal verscheen voor het eerst op 8 december 1951 in The New Yorker. Later is het onder andere opgenomen in de bundel Someone Like You (1953). In het Nederlands heeft het de titel De fijnproever gekregen, en verscheen onder meer samen met zeventien andere verhalen in  M'n liefje, m'n duifje.
William Schuman schreef in 1989 op basis van dit verhaal een opera, A question of taste. Het verhaal is ook verfilmd als aflevering van de televisieserie Tales of the Unexpected.

## Verhaal
Mike Schofield, een rijke voorname beurshandelaar uit Londen, heeft op een avond bij hem thuis twee eveneens rijke mensen te gast: de zelfbenoemde connaisseur Richard Pratt en de verteller die in dit hele verhaal aan het woord is. Schofield en Pratt sluiten steeds korte weddenschappen, waarbij Pratt precies moet zien te raden welke wijn Schofield bij het diner serveert. Deze keer hebben beiden een wel heel grote inzet: als Pratt ook deze keer raadt welke wijn er bij de maaltijd wordt geserveerd raadt zal hij mogen trouwen met Louise, de 18-jarige dochter van Schofield, op wie hij al langer een oogje heeft. Pratt verwedt op zijn beurt zijn twee huizen. 
Schofield denkt het onmogelijk is dat Pratt de wijn deze keer zal raden. Toch weet Pratt heel precies de wijnstreek en het jaar van de wijn te noemen, evenals de naam van de gemeente waar de betreffende wijngaard ligt. Terwijl Pratt dit alles opsomt, draait Schofield op geen enkel moment het etiket op de fles om. Het lijkt er dus op dat Schofield de weddenschap heeft verloren. Juist op dat moment komt de dienstmeid de eetkamer binnen om Pratt zijn bril te brengen, die hij had laten liggen in de ruimte waar de fles wijn eerder die avond heeft liggen chambreren.
Pratts bedrog is hiermee ontmaskerd. Schofield gaat helemaal door het lint van woede en wil opstaan uit zijn stoel. Zijn vrouw smeekt hem nog om kalm te blijven en te blijven zitten. 